# Port Alice
Pour les articles homonymes, voir Alice.
Port Alice est un village situé sur l'île de Vancouver en Colombie-Britannique.

## Histoire
Son nom vient de Alice Whalen, la mère des fondateurs du village. Les frères Whalen ont procédé aux premières constructions en 1917.
Patrick Moore, un des premiers présidents de Greenpeace, est originaire de Port Alice.

## Démographie
| 2001  | 2006 | 2011 | 2016 |
| ----- | ---- | ---- | ---- |
| 1 126 | 821  | 805  | 664  |